# Mallada nepalicus
Mallada nepalicus är en insektsart som först beskrevs av Hölzel 1973.  Mallada nepalicus ingår i släktet Mallada och familjen guldögonsländor. Inga underarter finns listade i Catalogue of Life.